# Georg Hauberrisser sen.

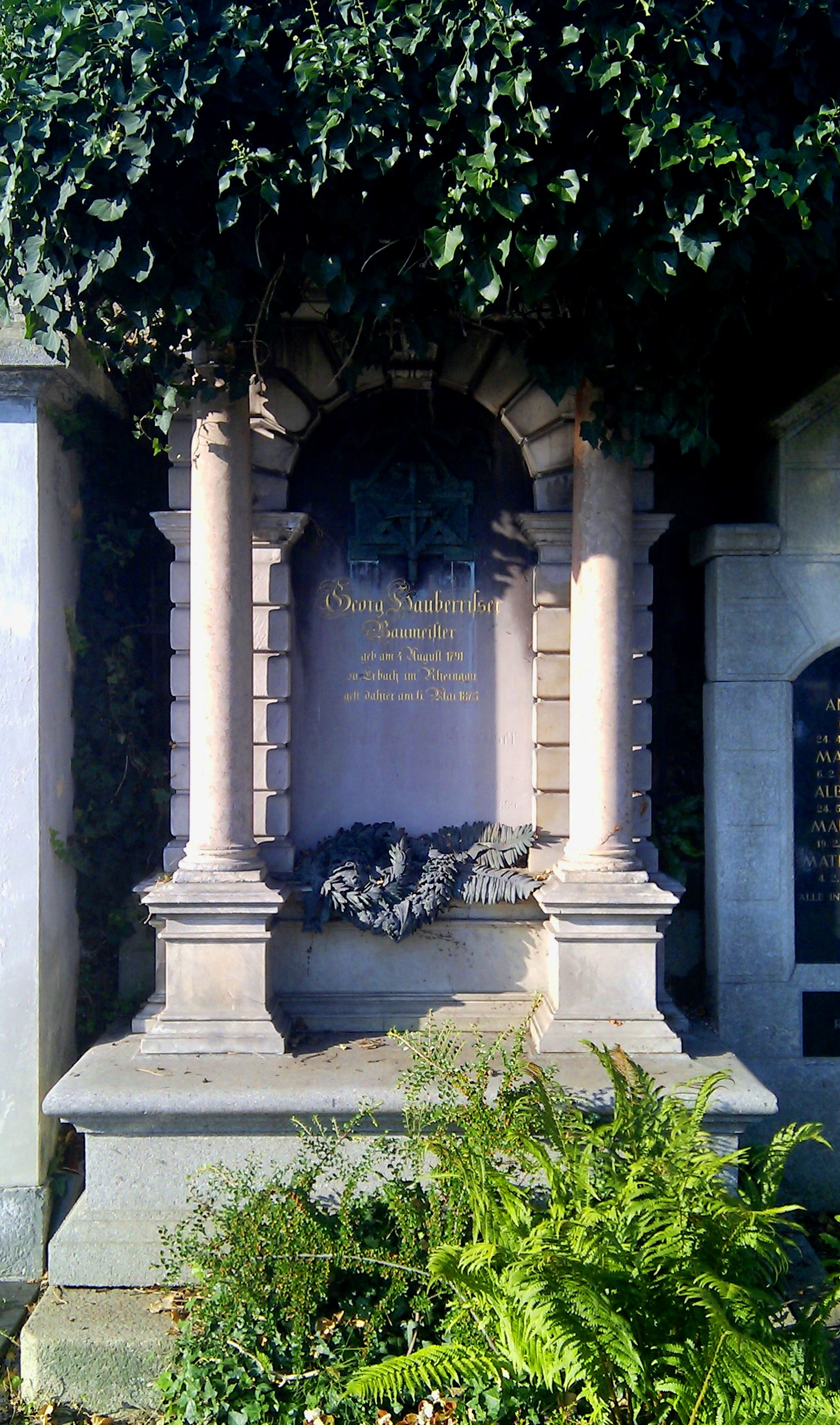
Grabstätte Hauberrissers am Stadtfriedhof St. Peter, Graz

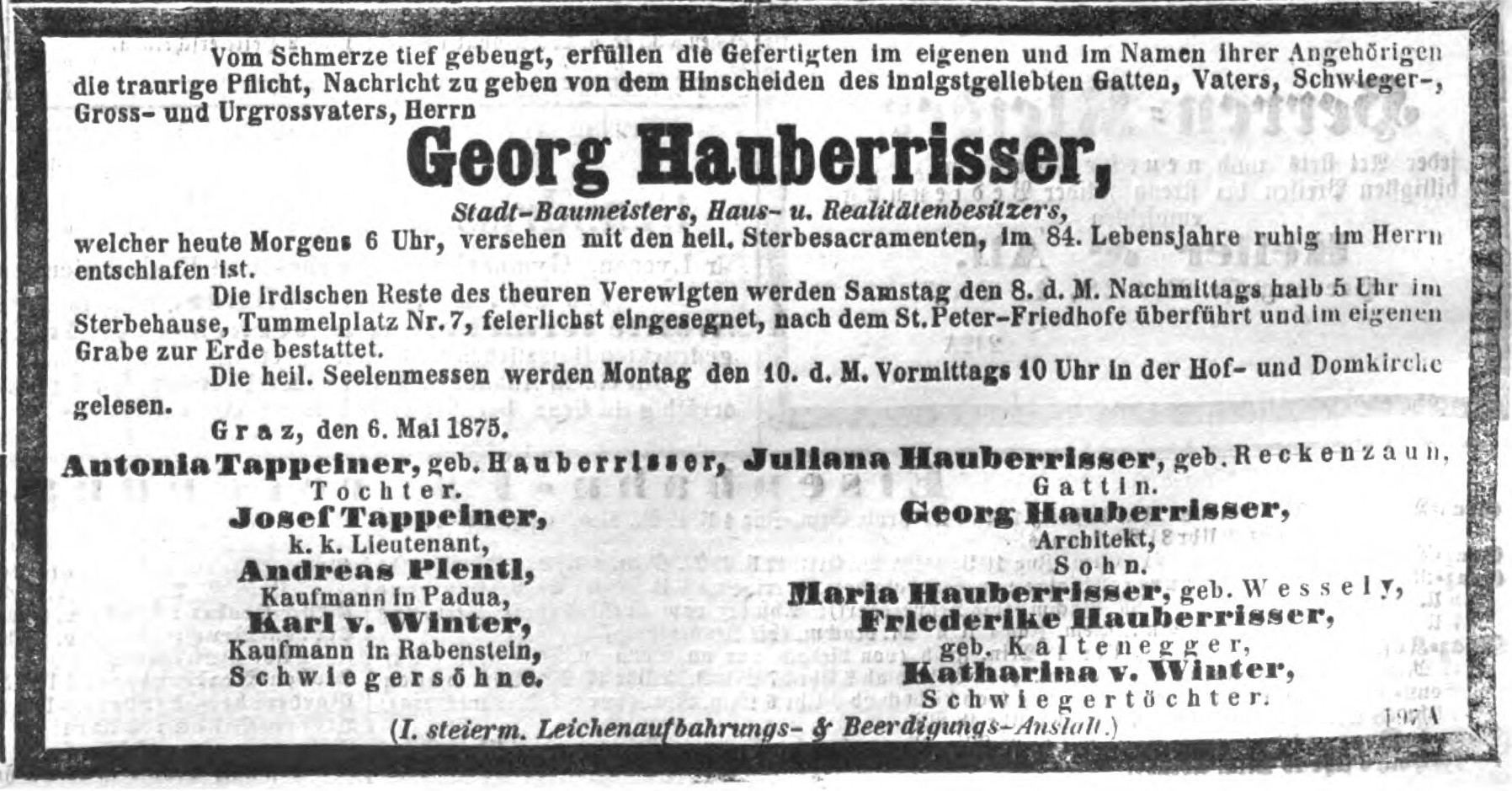
Todesanzeige für Georg Hauberrisser sen. in der Grazer Tagespost

Georg Hauberrisser der Ältere (* 4. August 1791 in Erbach im Rheingau; † 6. Mai 1875 in Graz) war ein Baumeister, der in Mainz, Frankfurt am Main, in der Schweiz und in Bayern arbeitete, bevor er sich 1811 in der steirischen Landeshauptstadt Graz niederließ.
Hauberrisser war früh verwaist und erlernte bei Verwandten das Maurerhandwerk.
1811 kam Hauberrisser nach Graz und arbeitete erst bei Baumeister Joseph Rothmayer. Hier legte er trotz vieler Schwierigkeiten die Baumeisterprüfung ab und entwarf einige Gebäude des Spätbiedermeier und des Klassizismus. Ab 1829 arbeitete er selbst als Baumeister. Er bezog im Mai 1838 sein in Graz am Tummelplatz neben dem Franzenstor neu erbautes Haus. 1841–1843 baute er für Erzherzog Johann ein Stadtpalais (Palais Meran), ohne es selbst entworfen zu haben, 1843/1844 das Palais Kees, das später als Korpskommando Steiermark diente und seit 2010 als Studentenheim genutzt wird, und in der Sackstraße das Elingerhaus, das heutige Hotel Erzherzog Johann. 1854 errichtete er in der Elisabethstraße das im Stil des romantischen Historismus entworfene Stadtpalais von Joseph Graf Kottulinsky. Georg Hauberrisser sen. kandidierte 1861 für die Wahl zum Grazer Gemeinderat, wobei er als Beruf Hausbesitzer angab. Er starb am 6. Mai 1875 in Graz an einem Schlagfluss.
Sein Sohn war der Architekt Georg Hauberrisser der Jüngere.